# Collix blosyra
Collix blosyra är en fjärilsart som beskrevs av Louis Beethoven Prout 1926. Collix blosyra ingår i släktet Collix och familjen mätare. Inga underarter finns listade i Catalogue of Life.